# TEX48
TEX48 (англ. Testis expressed 48) – білок, який кодується однойменним геном, розташованим у людей на 9-й хромосомі. Довжина поліпептидного ланцюга білка становить 120 амінокислот, а молекулярна маса — 13 937.
| 10         |  | 20         |  | 30         |  | 40         |  | 50         |
| ---------- |  | ---------- |  | ---------- |  | ---------- |  | ---------- |
| MAAHQNLILK |  | IFCLCCRDCQ |  | EPYAINDSKV |  | PSQTQEHKPS |  | TQNLLLQKDE |
| LDRQNPKRIN |  | AVSHLPSRTP |  | LIQTKKSTSS |  | SSSEFEDLNA |  | YASQRNFYKR |
| NLNRYCQEHW |  | PFQPCLTGRP |  |            |  |            |  |            |

A: Аланін

C: Цистеїн

D: Аспарагінова кислота

E: Глутамінова кислота

F: Фенілаланін

G: Гліцин

H: Гістидин

I: Ізолейцин

K: Лізин

L: Лейцин

M: Метіонін

N: Аспарагін

P: Пролін

Q: Глутамін

R: Аргінін

S: Серин

T: Треонін

V: Валін

W: Триптофан